# Palpimanus punctatus
Palpimanus punctatus là một loài nhện trong họ Palpimanidae. Loài này được phát hiện ở Malta.